# Marabout (maison d'édition)
 (février 2019).
Si vous disposez d'ouvrages ou d'articles de référence ou si vous connaissez des sites web de qualité traitant du thème abordé ici, merci de compléter l'article en donnant les références utiles à sa vérifiabilité et en les liant à la section « Notes et références ».
Pour les articles homonymes, voir Marabout.
Marabout est une maison d'édition fondée en 1949 par l'imprimeur André Gérard à Verviers (Belgique) et intégrée en 1980 au groupe français Hachette.

## Historique
L'entreprise éditoriale nait en 1949 à Verviers,
chez l'imprimeur André Gérard.
Il  s'était déjà essayé au livre de poche avec un « Livre plastic ».
Il est impressionné, au sortir de la guerre,
par les « Penguin Books » anglais, et un peu plus tard, par les « Albatros » allemands. 
Le nom de « Marabout » lui est alors suggéré par un ancien routier et un livre qu'il vient d'imprimer,
(auteur inconnu), Les totems en images, Scout Press, 1944.
André Gérard s'associa à Jean-Jacques Schellens, ancien responsable des publications de la FSC (Fédération des Scouts catholiques de Belgique).
Cette collection remporta très vite un succès avec l'édition de livres bon marché en format de poche, à couverture plastifiée et au dos carré collé, non cousu (sauf les premières éditions Marabout Junior qui furent d'abord cousues et plus tard collées). Elle a fait preuve d'un grand dynamisme en inventant nombre de formules éditoriales nouvelles, expérimentées dans des collections spécifiques comme la collection « Marabout Junior », dans laquelle les aventures de Bob Morane connaissaient un grand succès.
En tout plusieurs milliers de titres ont paru dans les diverses collections et sous-collections, dont certaines seront décrites ci-après : Collection Marabout, Marabout Géant, Marabout Roman, Marabout Service, Marabout Junior, Marabout Mademoiselle, Marabout Université, Marabout Scope, Marabout Fantastique, Marabout Science-Fiction, Marabout Flash… D'autres collections encore ont vu le jour, comme une série d'anthologies poétiques, le plus souvent bilingues, ou des séries de récits fantastiques. L'histoire de ces collections est jalonnée par quelques grands succès commerciaux ou symboliques (comme Les Grandes Victoires de la psychologie ou Le Livre d'or de la poésie française).
La fréquence de publication permit à Marabout de bénéficier des avantages réservés aux publications périodiques. Les romans publiés étaient fréquemment des traductions de l'anglais, mais aussi des reprises de textes classiques.
Marabout rejoint Hachette Livre en deux étapes : en 1976, son capital passe pour 50 % à l'éditeur français et l'absorption est complétée en 1980. Son siège est alors transféré à Alleur. Au cours de cette évolution, le nombre de publications diminue, se resserre sur les thèmes de service comme la psychologie, la santé, la vie professionnelle, l'informatique, et la vie pratique (cuisine, jardin, décoration, bricolage).
En 2000, Marabout lancé une ligne éditoriale renouvelée, qui a reçu un  bon accueil du public.[réf. nécessaire]
En 2010, une fontaine est inaugurée à Verviers, près de l'ancien siège,.

## Collection Marabout (puis Marabout Collection et enfin Bibliothèque Marabout Collection)
La maison d'édition est lancée avec sa première collection, qui sera consacrée à la littérature et publie d'abord Jane Abbott (en), La Vallée n'en voulait pas, mars 1949. Elle publie des auteurs classiques (Charlotte et Emily Brontë, Charles Dickens, Jane Austen, Honoré de Balzac, ou Alexandre Dumas) et contemporains (Graham Greene, Louis Bromfield, Edna Ferber, P.G. Wodehouse, Paul Vialar ou Gilbert Cesbron), ainsi que quelques policiers (Pierre Véry).
En 1954, à partir du n°118 (Pour Consoler la Signora d'E. G. Cousins), le nom de la collection est inversé en "Marabout Collection", la ligne éditoriale laissant peu à peu une plus large place aux romans à suspense (Robert Bloch, Jeremy York). La collection est alors classée en six séries (L'histoire romancée, Grandes œuvres classiques,Romans d'amour, L'exotisme, Romans humoristiques, Romans psychologiques). 
En 1962, avec le n°307 (Mon Séducteur de Père de Bernard Glenser), la collection change une dernière fois de nom pour devenir la "Bibliothèque Marabout Collection" jusqu'à son arrêt définitif en 1963 au n°321 avec La Révolte des Pères Noël de Pierre Véry.

## Marabout Géant (puis Bibliothèque Marabout)
Cette collection débute en mai 1951 avec Anna Karénine de Léon Tolstoï. Il s'agit alors pour Marabout de publier des œuvres d'ampleur de la littérature classique en un seul volume. Ainsi Anna Karénine a 600 pages et en 1952 le no 4, Vingt Ans après d'Alexandre Dumas, 720 pages. En 1953 le rythme de parution est d'un volume par mois et en fin d'année Le Vicomte de Bragelonne du même Alexandre Dumas est la première œuvre fractionnée (trois volumes du no 21 au no 23 de 570 à 600 pages chacun). 
La majorité des auteurs sont étrangers, traduits du russe (Tolstoï, Dostoïevsky), du polonais (Henryk Sienkiewicz pour Quo vadis ?, no 2), de l'allemand (Erich Maria  Remarque pour Arc de Triomphe, no 9, qui pour la première fois mêle l'illustration de couverture à une photographie (Ingrid Bergman et Charles Boyer), tirée du film de 1948), ou du néerlandais (Jo van Ammers-Küller pour Le dauphin perdu, no 11). Cependant la majorité des titres sont traduits de l'anglais comme ceux de Samuel Shellabarger pour Capitaine de Castille, no 6, et Échec à Borgia, no 8, (deux livres portés peu de temps auparavant à l'écran avec Tyrone Power dans le rôle principal), ou Walter Scott pour Ivanhoé, no 10, ou encore Charles Dickens pour Oliver Twist, no 16.
Les noms russes sont adaptés en français. Ainsi Dostoïevsky avec le "y" final, pour Crime et Châtiment, no 5, ou L'Idiot, no 19, est-il prénommé Theodor (sans le "e" final) en quatrième page de couverture (il n'y a que "Th." sur la couverture et en page de titre) au lieu de Féodor ou Fédor comme il était d'usage après 1945. En 1954, la collection est répartie dans les mêmes séries que « Marabout Collection » à l'exception des Romans humoristiques.
Début 1961, à partir du no 113 (Les Chevaliers teutoniques d'Henryk Sienkiewicz) la collection est présentée en dix rubriques ou séries (Aventure, Aventure historique, Biographie, Classique, Contemporain, Historique, Médical, Psychologique, Romanesque, Suspense) dont les intitulés sont modifiés durant la même année à partir de Les horizons sans frontières de Jon Cleary, no 122, (Historiques, Alexandre Dumas, Contemporains, Médicaux, Psychologiques, Suspense, Classiques anglais, Classiques russes, Biographiques, Romanesques). Les séries d'aventure ont laissé place à une série consacrée à Alexandre Dumas et la série classique s'est spécialisée dans deux langues.
En 1962, à partir du no 133 (La vie passionnée de La Fayette de Jean Rousselot), la collection modifie son nom et devient la "Bibliothèque Marabout Géant". Elle mêle alors la littérature classique et celle à succès liée à l'industrie cinématographique. 
De nouveaux genres font  leur apparition avec la reprise des textes de Jean Ray dès 1961 ( Les 25 meilleures histoires noires et fantastiques de Jean Ray no 114, est classé en "Suspense" ainsi que Malpertuis, no 142, en 1962) dont les Harry Dickson publiés à partir de 1966, de même que les meilleurs récits policiers, fantastiques ou de science-fiction et ceux de l'écrivain américain Robert Bloch.

### Série Marabout Fantastique
Marabout Fantastique est une série de la Bibliothèque Marabout de récits fantastiques dirigée par Jean-Baptiste Baronian de 1969 à 1977. La collection cesse ses publications en 1978.
Le catalogue contient la plupart des grands classiques français et étrangers de la littérature fantastique,,.

### Série Marabout Science-fiction
La série Marabout Science-fiction a permis de publier des romans et recueils de nouvelles, depuis sa création en 1965 sous l’impulsion de Jean-Baptiste Baronian jusqu'au dernier titre en 1979. Ces ouvrages sont les suivants, :

## Marabout Album
Parus en fin d'année 1954 et conçus pour les jeunes de 8 à 13 ans, les albums se caractérisent par de nombreuses illustrations :
- 01 : Les Voyages d'Edgar, Le pays de la mer d'Édouard Peisson illustré par Pierre Joubert ;
- 02 : Les voyages d'Edgar, Edgar et Sam d'Édouard Peisson illustré par Pierre Joubert ;
- 03 : Les Chevaliers de la Table Ronde de René Philippe illustré par Dino Attanasio ;
- 04 : Ben-Hur de Lewis Wallace illustré par René Follet ;
- 05 : Le Prince et le pauvre de Mark Twain, annoncé mais jamais paru.

## Marabout Junior (puis Pocket Marabout)
Collection créée en mai 1953, les Marabout Junior sont surtout constitués de récits de guerre, de biographies et de récits didactiques[source secondaire souhaitée] (sur les grandes polices du monde, le tour de France, l'histoire de la médecine, etc.) sans oublier nombre de romans. En 1954, les titres sont répartis en trois séries analogues à celles de « Marabout Collection » (L'histoire romancée, L'exotisme, Romans humoristiques).
En 1967 la collection prend le nom de « Pocket Marabout » pour se concentrer sur six puis sept héros appelés « Les Compagnons de l'Aventure »:
- Bob Morane d'Henri Vernes, (Marabout Junior, Pocket Marabout) apparu en décembre 1953 et adapté par la suite pour la télévision avec Claude Titre dans le rôle de Bob Morane (1965) puis en série d'animation (1997) ;
- Nick Jordan de André Fernez (Marabout Junior, Pocket Marabout) ;
- Dylan Stark de Pierre Pelot (Pocket Marabout) ;
- Doc Savage de Kenneth Robeson, (Pocket Marabout) adapté au cinéma par Michael Anderson avec Ron Ely dans le rôle de Doc Savage (1975) ;
- Jo Gaillard de Jean-Paul Vivier, (Pocket Marabout) adapté pour la télévision avec Bernard Fresson dans le rôle de Jo Gaillard (1974) ;
- Kim Carnot de Jacques Legray(Pocket Marabout) ;
- Gil Terrail de Jean-Pierre Max (Pocket Marabout) ;

et en 1976 pour un titre unique :
- Dan Dubble de Red Port (Pocket marabout).

La collection est célèbre pour[réf. nécessaire] les couvertures de Pierre Joubert, les illustrations intérieures étant le plus souvent dues à d'autres dessinateurs, comme Dino Attanasio,Gérald Forton, Édouard Aidans ou René Follet[réf. souhaitée].
Au début, les volumes de la collection comportaient un gadget en carton à bricoler, et chaque volume comportait un complément didactique intitulé « Marabout chercheur »[réf. souhaitée]. 
Marabout Junior comprend 352 titres de 1953 à 1967 et Pocket Marabout 226 volumes de 1967 à 1977, en deux séries numérotées de 1 à 151 pour la première et de 1001 à 1075 pour la deuxième composée exclusivement de rééditions de Bob Morane Marabout Junior.

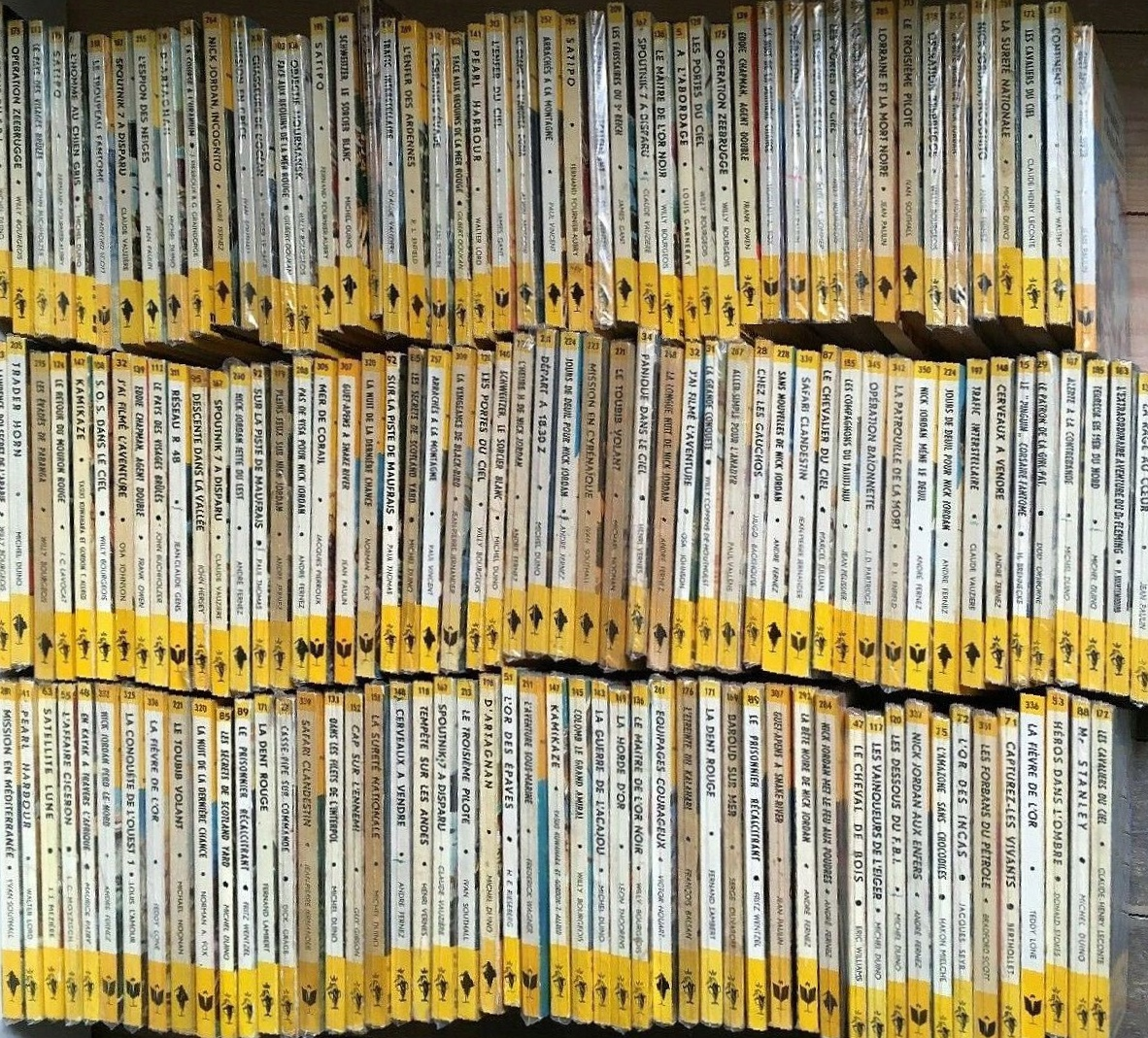
Collection Marabout Junior.
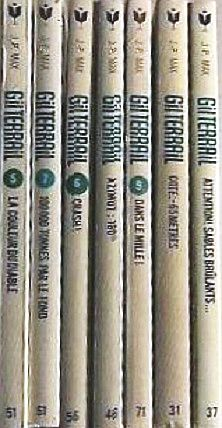
Quelques volumes de Gil Terrail...
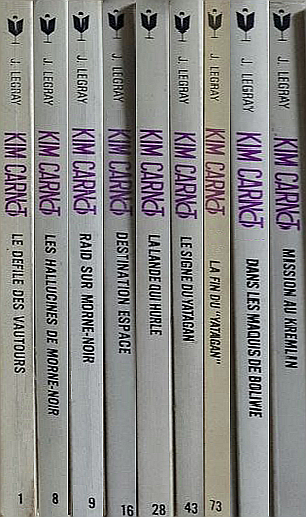
...et de Kim Carnot.

## Marabout Junior Mademoiselle (puis Pocket Marabout Mademoiselle)
Cette collection est l'équivalent pour filles de Marabout Junior, dont elle est contemporaine (1955-1975). Les 329 volumes font l'objet d'une fiche d'identité dans les annexes de l'ouvrage d'Aurélia De Becker (voir Bibliographie). Parmi les séries publiées, l'on peut citer :
- série Susan Barton de Helen Dore Boylston ;
- série Sylvie de René Philippe ;
- série Vicky de Patrick Saint-Lambert ;

## Poche 2000
Une collection de science-fiction, composée de romans populaires à suivre, avec quelques héros récurrents, comme Dan Dubble ou Perry Rhodan. Elle débute en 1974 avec des auteurs anglo-saxons reconnus comme Arthur C. Clarke, Lester del Rey et Murray Leinster mais aussi belges (Daniel Lapauze, Red port), allemands (Karl Herbert Scheer, Carl Darlton) ou français (Yves Dermèze, B.R. Bruss). Elle s'interrompt au bout de vingt-deux volumes en 1975.

## Marabout Flash
Créée en 1959, il s'agit d'une collection de guides, au format carré, consacrée aux différentes facettes de la vie quotidienne : langues, maison, bricolage, cuisine, beauté et santé, jeux, vacances, savoir-vivre, psychologie. Au début de la collection, on trouvait une dimension encyclopédique (guides des avions d'un type particulier, par exemple).
La collection compte 482 titres édités entre 1959 et 1984 et une vingtaine de hors série : Auto-Flash, Astro-Flash… sans compter les éditions en langue étrangères. À l’origine la publication était même hebdomadaire.
Leur format réduit (carrés d’environ 115 mm) avait été déterminé par un choix d’économie (possibilité d’imprimer trois titres du format Marabout Flash pour la même dépense que deux Marabout Pocket).
La rédaction était confiée à divers auteurs ou parfois adaptée d'auteurs étrangers. Les chapitres étaient agrémentés de dessins humoristiques (Lucien Meys jusqu’en 1977, puis Jean-Claude Salemi). Les couvertures, montages signés Henri Lievens jusqu’en 1967, étaient surtout pour les 200 premiers titres, agrémentées de la présence de Monsieur et Madame Flash.

## Marabout Université
Les éditions Marabout créèrent, en 1961, la collection Marabout Université, qui était destinée à toute personne désireuse d'apprendre. Elle publia entre autres, de 1963 à 1965, la série « Histoire universelle » qui retrace, en 12 volumes, les grandes conquêtes politiques et historiques de l'humanité. La collection s'achève en 1990 au bout de 494 titres.
Marabout a aussi développé, de 1961 à 1963, la série « Encyclopédie universelle » qui retrace, en huit volumes, « Tout le savoir du monde entier ». Marabout développa ainsi une importante lignée d'ouvrages consacrés à l'art, l'histoire, l'archéologie, la philosophie, la biologie, les mathématiques et des biographies d'hommes célèbres.

## Histoire illustrée de laSeconde Guerre mondiale
En 1970 est initiée une collection en marge de Marabout Université, ayant sa propre numérotation. Quatre-vingt volumes étaient annoncés. L'échec relatif des ventes amena l'interruption des publications dès la première année, après vingt-trois volumes parus. La collection se décline en trois séries:
- Série Batailles (rouge): 12 titres, n°s: 1;2;5;6;7;10;14;15;19;20;21;22
- Série Campagnes (verte): 5 titres, n°s: 3;8;11;12;16
- Série Armes (bleue): 6 titres, n°s: 4;9;13;17;18;23

## Marabout Red Velvet
Marabout y publie des romances érotiques sous la collection Red Velvet comme la série La Soumise de Tara Sue Me ou  Tout ce qu'il voudra de Sara Fawkes[source secondaire souhaitée].